# I dag, om Herrens röst du hör
I dag, om Herrens röst du hör är en psalm med text skriven av Johan Olof Wallin.

## Publicerad i
- 1819 års psalmbok som nr 173 under rubriken "Nådens ordning. Omvändelsen".[1]